# Lluís d'Olot
Lluís Bassols i Bastons (més conegut com a Lluís d'Olot) (Olot, Garrotxa 1720 – 1794) fou un religiós, pedagog i cal·lígraf, membre de l'Orde dels Frares Menors Caputxins.

## Biografia
Lluís Bassols va néixer a Olot i el primer de febrer de 1720 va ser batejat a l'església de Sant Esteve d'Olot. Era fill d'un tintorer de la vila. Ingressà a l'orde dels caputxins el 1735 i professà el 25 d'abril de 1735, tot escollint com a nom Lluís d'Olot. Residí al convent de Figueres on va començar a escriure i dibuixar làmines del seu tractat pedagògic on apareixen les dates de 1760 i 1761. Posteriorment formà part de la comunitat caputxina de Girona. Després marxà al convent de Santa Madrona de Barcelona on era bibliotecari el 1766. Any de la publicació, a Girona, del seu Tratado del origen y arte de escribir bien. Edició que finançà el seu germà Francesc i realitzada per Narcís Oliva. A l'obra apareix el seu nom com Luis d'Olod, potser per facilitar la pronúncia en castellà, ja que a l'orla de l'autoretrat de la mateixa publicació es llegeix "Luis de Olot".
En data indeterminada retornà a Olot on morí a l'edat de setanta-nou anys.
Les poques dades biogràfiques seves les devem a les que ell mateix dona a la seva única obra conservada i a Fèlix Torres i Amat.

## ElTratado del origen y arte de escribir bien
El títol de l'obra de Lluís d'Olot, Tratado del origen y arte de escribir bien, podria no deixar veure que estem davant d'un manual adreçat als mestres, als pares i a les autoritats sobre diversos aspectes educatius.
Aquest manual és una fidel mostra del manteniment dels objectius i estructura educativa tradicional malgrat els plantejaments de la Il·lustració i el reformisme educatiu de governants del regnat de Carles III.
Conté, a més del guix de l'apartat cal·ligràfic, un cos d'indicacions i propostes pedagògiques. Prova de la seva utilitat entre els mestres fou que dos anys després de la seva aparició es feia, el 1768, una segona edició a Barcelona.
Dedica els primers capítols del llibre a la tècnica cal·ligràfica. Examina, després, la lamentable situació dels mestres i l'ensenyament primari. Considera les edats adequades per a l'aprenentatge. Les actituds i qualitats del mestre i els deures d'aquest vers els alumnes. Reclama desterrar els tan comuns castics físics. Aborda l'educació del comportament personal i de les pautes socials. Manté el posicionament tradicional sobre les noies per a les quals la instrucció ha de ser un fet secundari. També parla de la necessitat del joc i l'esbarjo a l'escola.
El Tratado del origen y arte de escribir bien és, doncs, un conjunt de propostes educatives que s'adrecen a la millora positiva de l'ensenyament tot donant continuïtat a la tradició educativa pel que fa a l'àmbit individual, social i religiós.
L'autor principalment fonamenta les seves indicacions en autors cristians antics i medievals. Així com clàssics grecs i llatins entre els quals destaca Quintilià, de qui el Tratado recull i trasllada extensos textos seus.
Explica en diversos capítols la seva didàctica de l'aprenentatge de la lectura i l'escriptura i dona una sèrie de consells als mestres. També exposa les tècniques de confeccionar plomes ben fetes per escriure i de la fabricació de la tinta, destreses imprescindibles per a l'escriptura. Incorpora elements d'ortografia, peritatge, braquigrafia, prosòdia i puntuació.
Aporta models i exercicis de diversos tipus de lletres i guies per escriure documentació i cartes. Així com vint-i-cinc estampes cal·ligràfiques, la majoria encarregades i realitzades pel gravador Giovanni Petroschi de Roma.
Cal indicar que el llibre, en una societat pràcticament monolingüe com la del seu temps, és redactat en castellà. Seguint la tendència marcada per algunes ordes, des de les acaballes del segle XVII que mantenien escoles a les ciutats com ara els jesuïtes.
És a aquestes escoles urbanes a qui va adreçat el Tratado de Lluís d'Olot en un context polític amb voluntat de castellanització. Un plantejament ben diferent en l'objectiu i en els continguts de les Instruccions per a l'ensenyança de minyons de Baldiri Reixac editades també per Oliva a Girona disset anys abans en temps de Ferran VI. Reixac és obert al reformisme educatiu europeu seguint les petjades de Port-Royal i les seves Petites Écoles. Té al seu horitzó l'escola rural, que atenia a la majoria de la població catalana del seu temps.
Coincidint amb la seva segona edició de l'obra de Lluís d'Olot, Carles III dictarà la primera mesura legal contra l'escolarització en llengua pròpia, mitjançant la Real Cédula de 23 de juny de 1768, que estableix el castellà com llengua obligatòria a les primeres lletres, llatinitat i retòrica.
L'àmplia part cal·ligràfica que conté el manual es basa en les idees de Pedro Díaz Morante, Blas Antonio de Cevallos i Juan Claudio Aznar de Polanco. La seva aportació més original és sobre l'anomenada lletra bastarda moderna i sobre criptografia.

## Obra
- Tratado del origen y arte de escribir bien. Ilustrado con veinte y cinco láminas. Obra utilísima para que así maestros como discípulos, y quantos se hallaren estudiosos de escribir bien, puedan con facilidad aprender todas las formas de letras que usamos en España, así modernas como antiguas: griegas, hebreas, syriacas, caldeas, samaritanas, árabes, etc. Girona, Narcís Oliva, 1766. (Consultable a la Biblioteca Digital Hispánica: http://bdh-rd.bne.es/viewer.vm?id=0000092041&page=1)
- Tratado del origen y arte de escribir bien. Barcelona: Carles Sapera, 1768. Segona edició.
- Tratado del origen y arte de escribir bien. (Edició facsímil de la de 1766). Barcelona, Universitat de Barcelona, 1982.